# Craig Thomas (politico)
Craig Lyle Thomas (Cody, 17 febbraio 1933 – Bethesda, 4 giugno 2007) è stato un politico statunitense, senatore per lo stato del Wyoming dal 1995 al 2007.